# Magnaporthales
Magnaporthales Thongk., Vijaykr. & K.D. Hyde – rząd grzybów workowych należący do klasy Sordariomycetes.

## Charakterystyka
Do rzędu Magnaporthales należy około 200 gatunków. Są wśród nich saprotrofy, pasożyty i endofity. Około 50% gatunków to pasożyty roślin. Niektóre z nich mają duże znaczenie ekonomiczne, są bowiem patogenami zbóż i traw. Gatunki Pyricularia oryzae i Pyricularia grisea wywołują najważniejszą na świecie grzybową chorobę roślin – zarazę ryżu. Inne ważne gospodarczo gatunki to Gaeumannomyces graminis wywołujący zgniliznę łodygi ryżu, Nakataea oryzae i Magnaporthiopsis poae.

## Systematyka
Pozycja w klasyfikacji według Index Fungorum: Diaporthomycetidae, Sordariomycetes, Pezizomycotina, Ascomycota, Fungi.
Według aktualizowanej klasyfikacji Index Fungorum bazującej na Dictionary of the Fungi do rzędu tego należą:
- rodzina Ceratosphaeriaceae Z.L. Luo, H.Y. Su & K.D. Hyde 2019
- rodzina Magnaporthaceae P.F. Cannon 1994
- rodzina Ophioceraceae Klaubauf, E.G. LeBrun & Crous 2014
- rodzina Pyriculariaceae Klaubauf, E.G. LeBrun & Crous 2014
- rodzina incertae sedis:
  - rodzaj Tropohalonectria R.H. Perera, E.B.G. Jones & K.D. Hyde 2016